# Verdelândia
Verdelândia là một đô thị thuộc bang Minas Gerais, Brasil. Đô thị này có diện tích 1451,856 km², dân số năm 2007 là 8029 người, mật độ 5,3 người/km².